# Пригородная (Ярославская область)
Пригородная — деревня в Макаровском сельском округе Судоверфского сельского поселения Рыбинского района Ярославской области.

## География
Деревня расположена на левом берегу Фоминского ручья, недалеко от его впадения в Волгу, между Рыбинским кабельным заводом и ручьём. Деревня находится в городском окружении — к юго-востоку от неё, город Рыбинск, а к северо-западу — посёлок городского типа Переборы, который в настоящее время включён в состав города. С противоположной стороны ручья деревни Макарово, Ануфриево и Стерлядево. Автомобильная дорога Рыбинск—Переборы проходит к западу от деревни. Около дороги, на этом же берегу Фоминского ручья, выше по течению — небольшая церковь Александра Невского, построенная в начале XX века и кладбище.

## История
В 1968 г. указом президиума ВС РСФСР деревня Голодяево переименована в Пригородная.

## Население
| 2007 | 2010 |
| ---- | ---- |
| 15   | ↘12  |